# Classe Baleares
Le fregate missilistiche dell'Armada Española della Classe Baleares sono la versione spagnola modificata delle fregate statunitensi della Classe Knox, tra le unità più numerose ed importanti della categoria, superate in numero nella US Navy  solo dalle fregate della Classe Oliver Hazard Perry.

## Origine del progetto
Alla fine degli anni sessanta la marina spagnola elaborò un piano di ammodernamento che prevedeva la costruzione di nuove unità di scorta armate di missili.
Inizialmente si era pensato in vasi di rivolgersi al Regno Unito per costruire in Spagna delle unità derivate dalle Leander britanniche, da adattare alle esigenze spagnole, ma il governo laburista dell'epoca, che non vedeva con simpatia per il regime di Franco, mise il veto all'operazione e la marina spagnola guardò all'altra parte dell'oceano prendendo contatti con gli americani per la scelta di un progetto per la costruzione di una nuova classe di unità di scorta e alla fine venne deciso di utilizzare come base del progetto spagnolo quello delle fregata anti-sommergibile della classe Knox. Tuttavia, le esigenze erano diverse da spagnoli americani, perché la marina spagnola aveva bisogno di un tipo di unità con capacità multiruolo, mentre le Knox erano prettamente navi antisommergibile.

## Sviluppo del progetto
il progetto americano a causa delle diverse esigenze operative venne pertanto modificato. Venne deciso di rimuovere l'hangar e ridurre al minimo il ponte di volo per l'elicottero ricavando lo spazio per collocare una rampa per missili antiaerei SM-1. Venne anche installato un lanciatore quadruplo di missili Harpoon e montato un radar tridimensionale AN/SPS-52B per migliorare le capacità di ricerca aerea a lungo raggio.
Grazie a queste modifiche, la marina spagnola riuscì ad ottenere a costi moderati delle navi con buone capacità antiaerea antisommergibile e antinave, in particolare dopo la modernizzazione della fine degli anni ottanta, con l'installazione di un paio di CIWS Meroka, per la difesa aerea di punto, e con un generale ammodernamento dell'elettronica e del sistema di combattimento. Gli unici aspetti negativi di queste unità erano oltre al sistema di propulsione, punto debole delle Knox, l'incapacità di operare con elicotteri, ad eccezione del piccolo Hughes 369 ASW dato che il ponte di volo era stato ridotto ad una piattaforma di appontaggio e il non poter disporre di un hangar per il ricovero del velivolo.

## Unità della classe
| Nome        | Identificativo | Cantiere     | Varo             | Entrata in servizio | Disarmo           | Call Sign | Immagine |
| ----------- | -------------- | ------------ | ---------------- | ------------------- | ----------------- | --------- | -------- |
| Baleares    | F-71           | Bazán-Ferrol | 20 agosto 1970   | 24 settembre 1973   | 30 marzo 2005     |           |          |
| Andalucía   | F-72           | Bazán-Ferrol | 30 marzo 1974    | 23 maggio 1974      | 15 dicembre 2005  |           |          |
| Cataluña    | F-73           | Bazán-Ferrol | 11 marzo 1971    | 16 gennaio 1975     | 30 giugno 2004    |           |          |
| Asturias    | F-74           | Bazán-Ferrol | 13 maggio 1972   | 12 febbraio 1975    | 30 giugno 2009    |           |          |
| Extremadura | F-75           | Bazán-Ferrol | 21 novembre 1972 | 10 novembre 1976    | 15 settembre 2006 |           |          |

## Servizio
Nel corso degli anni settanta e anni ottanta queste navi hanno costituito la spina dorsale della marina spagnola dimostrando pur nei loro limiti di essere delle buone unità navali ponendo le basi per un ammodernamento della marina alla fine del XX secolo.
Nel corso degli anni novanta sono state inviate nel Golfo Persico in occasione della Guerra del Golfo e successivamente in occasione delle guerre jugoslave hanno preso parte in Adriatico alle operazioni per assicurare l'applicazione delle sanzioni economiche e l'embargo delle armi decise dalle numerose risoluzioni del Consiglio di sicurezza delle Nazioni Unite nei confronti della Jugoslavia
Nel dicembre del 2005 l'esplosione di una caldaia nel locale macchine della fregata Extremadura ha provocato la morte di un 1º capo e di un marinaio. Le unità di questa classe sono state poste in disarmo tra il 2004 e il 2009. Dopo il disarmo le fregate Andalucía e Cataluña sono state usate come bersaglio.